# Ophiogomphus carolus
Ophiogomphus carolus är en trollsländeart som beskrevs av James George Needham 1897. Ophiogomphus carolus ingår i släktet Ophiogomphus och familjen flodtrollsländor. Inga underarter finns listade i Catalogue of Life.